# Kick Wilstra
Kick Wilstra je kreslená postavička fotbalového útočníka, která byla velmi populární v Nizozemsku v 50. letech 20. století. Jméno je spojením jmen tří známých fotbalistů té doby: Kicka Smita, Faase Wilkese a Abe Lenstry.
Poprvé se objevil v komiksu Ketelbinkie v roce 1949. Od roku 1952 se Kick Wilstra objevoval v rotterdamském Ketelbinkiekrant a amsterodamském Robs Vrienden. V letech 1955–1960 vydal časopis Het Parool 18 brožur s jeho příběhy.

## Příběh
Kick Wilstra se narodil ve vesnici Veendorp, jeho otec byl fanatický zastánce místního fotbalového klubu, za který začal Kick hrát. Hrál v týmech Victoria, Malton Roovers a Titan. Byl hráč nizozemské reprezentace.
Vždycky, když nastoupil na hřiště, byl nejlepším hráčem týmu. Při debutu za reprezentaci vstřelil hattrick.
Za manželku si vzal Jannie Robijn, kterou miloval od dětství. Měli tři děti. Dvojčata Rob a Rudi byli fotbalisté.